# Iglesia de la Viña
La iglesia de Nuestra Señora de la Candelaria de la Viña es un templo católico ubicada en la ciudad de Salta, Argentina. Fue construida desde 1873 hasta 1886 principalmente para alojar a la Virgen de la Candelaria, que posteriormente sería llamada Virgen de la Candelaria de la Viña, y a ello se debe el nombre de la iglesia. La torre de la iglesia, de 44 m de altura, destaca junto a la torre de la Iglesia San Francisco, por ser una de las torres eclesiásticas de mayor altura de Argentina.

## Historia
En 1630, la familia Fernández Pedroso, propietaria de la hacienda de La Viña, mandó a edificar una capilla para albergar una imagen de Nuestra Señora de la Candelaria, que había sido traída años antes desde la ciudad portuguesa de Coímbra. Alrededor de 1735, la imagen fue llevada a la ermita dedicada a los Nazarenos, en la ciudad de Salta; y a fines de ese mismo siglo, el santuario estaba casi en ruinas.En 1873, se le encargo a la firma Macchi Hnos la construcción de una nueva iglesia y se pagó con donaciones provenientes de Perú y Bolivia. Para estimular las limosnas entre los fieles, se sacaba a caballo la réplica de la imagen, por lo que se ganó el apodo de "La sentadita". El templo fue finalizado a comienzos de 1886 y el 25 de marzo de ese mismo año fue bendecido por el arzobispo de Salta.
La torre, que se encuentra separada del cuerpo de la iglesia, fue un proyecto del ingeniero civil y ferroviario alemán Josep Heinrich Theodor Rauch, también conocido por su nombre en español, José Enrique Teodoro Rauch, cuya ejecución se inició bajo su dirección, pero fue interrumpida por falta de fondos y luego reanudada en 1907 por el suizo Francesco Righetti, que terminó en 1908 la torre y la nueva fachada de estilo italianizante.

## Reivindicando la verdadera Historia de la Nueva Iglesia Nuestra Señora de la Candelaria de la Viña de Salta - 1873/1884
Asociación de Matronas de Salta - Arquitecto Noé Macchi conde di Cellere.
Realizada sobre diseño del maestro Noé Macchi …. En el frontis se lee: «... (Arquitecto Noé Macchi 1884). (Estudios de Arte Argentino, La Ciudad de Salta y su Región, Academia Nacional de Bellas Artes, Graciela Viñuales, 1983). El actual se hizo sobre diseños del arquitecto Noé Macchi (Patrimonio Artístico Nacional, Academia de Bellas Artes, Bs. Aires, Académico de número Prof. Héctor Schenone, 1988).
Este templo, símbolo de la religión católica, está emplazado en el siglo XIX, en un extenso y populoso vecindario, actualmente parte integrante del casco histórico, situada en el ejido municipal de sur a norte en un dilatado territorio denominado «Barrio La Banda», «Barrio de Abajo», la que en función a su accidente topográfico solo era vadeable por sus diversos puentes existentes en esa época. Posteriormente, fue bautizado como «Barrio La Candelaria», comprendida entre la actual Av. San Martín, antiguamente conocida con el nombre de Tagarete del Sur, calle de los Puentes o Corrientes hasta el rio Arias, y desde el Cerro San Bernardo a la actual Av. Jujuy  (Paso del Carrillo).
Como colindancia en el propio predio de esta iglesia, se situó entre una antigua iglesia existente antes de la edificación del nuevo templo, luego demolida en la esquina de las calles Alberdi y San Juan (véase: «Tradiciones Históricas», Bernardo Frías, La Salta Vieja, pág. 558: «…. la Viña fue levantada sobre el costado de la iglesia vieja…); véase también: «Virutas Históricas» Francisco Centeno 1810-1928, Tomo III: «...se alza al costado del veterano galpón...», edificio religioso primigenio calificado en su época como «miserable barraca denominada casa de Dios   ...». (Diario La Reforma, de fecha 04 Set. 1883); y los cimientos ya existentes de un templo proyectado nunca construido, siendo el único templo construido desde los cimientos según un plan nuevo. Para la actual ubicación del templo, debió superarse diferencias que llegaron a un estado de controversia pública. Una fuente de referencia hemerográfica, Diario La Actualidad, publica el 27 Jun. 1866 lo siguiente: «... la construcción de un nuevo templo en la actualidad es una necesidad largo tiempo sentida y que se hace sentir más imperiosamente cada día. Gran parte de la población se halla sin templo, sin un paraje adecuado donde se pueda reunirse a ejercer el culto divino. Hace más de medio siglo que se hizo sentir este mal, y se trató de ponerle remedio, iniciándose el trabajo de un Templo en el Curato de La Viña, donde aquel era más apremiante; desde entonces acá el mal ha triplicado por el triple aumento de la población, y sin embargo, la obra iniciada no ha pasado de los cimientos. Mil tentativas para llevarlo a cabo han sido completamente estériles. Todos los esfuerzos hechos a este respecto solo han dado por resultado el gastar ingentes sumas en construir hoy para que al día siguiente se destruya todo quedando la obra reducida siempre a cimientos. Hoy se trata de una nueva tentativa, y, según hemos visto en el proyecto del contrato, la obra se construirá en el nuevo paraje y sobre los mismos cimientos y paredes de ahora medio siglo, demoliéndose la parte de éstas que esté mal hecha, o fuera de plomo. No podemos menos que aplaudir y aceptar con entusiasmo esta nueva tentativa, pero no estamos conformes en que el nuevo templo se construya en el mismo paraje y sobre las mismas paredes del que se inició ahora cincuenta años.... Medio siglo de tentativas inútiles nos hace creer, o que los cimientos echados en aquella época son malos o que el terreno no ofrece la solidez y consistencia necesaria, y en uno u otro caso es indispensable huir de ese paraje, que parece maldito, y trasladar la construcción del templo a otro más adecuado.... Un templo no solo sirve para el ejercicio del culto, sirve también de uno de los más bellos ornatos de la ciudad, y es necesario, por consiguiente, que a las condiciones de solidez y consistencia reúna, en cuanto posible sea, la de hermosear la población donde se la edifica. Ni una ni otra cosa se consigue a estar a las bases, que se indican en el proyecto de contrato. No lo primero, porque la experiencia de medio siglo, según hemos visto, nos demuestra que ni el terreno, ni los cimientos ofrecen la garantía bastante de solidez; fuera de que sean cuales fueran los remiendos que se echen a las paredes viejas, bien pronto se resentirán estos de no ser más que remiendos. No lo segundo:  porque construido el templo en el paraje mencionado, uno de sus costados vendría a caer necesariamente hacia la calle y lejos de servir a ésta de adorno, sólo serviría para hacerla triste y lóbrega en extremo. Un ejemplo palpitante de esto tenemos en los templos de San Francisco y de la Merced. No hay barrios más tristes, ni más solitarios, que los que se hallan a los costados de estos templos. Además de esto, el plan mismo que se indica en el contrato está demostrando por sí solo que la obra nada tendría de bello, lo cual no es extraño, desde que solo se trate de continuar el plan concebido ahora más de cincuenta años atrás. Pero felizmente, todos estos males son muy fáciles de remediarse. Entre la iglesia de la Viña y el lugar que ocupan los cimientos del templo proyectado, hay un magnífico paraje donde se pudiera este continuarse con todas las condiciones requeridas. Constrúyase pues allí; pero constrúyase desde los cimientos y según un plan nuevo, que reúna las condiciones de solidez y duración, los de belleza y elegancia, y se habrá con seguido despertar mayor interés en el público, y hacer que la cooperación de esta sea eficaz y decidida, pues no existirá ya la aprehensión muy fundada tal vez, de que ahora como siempre no podrá llevarse a cabo sobre los cimientos antiguos y en el local que éstos ocupan esta obra, tantas veces proyectadas. Todo esto demandará tal vez algo más de costo, pero esto que importa, si se consigue el objeto que se desea. Demasiados gastos se han hecho hasta hoy para no conseguirlo. Y, sobre todo, ya que se emprende un trabajo que éste se haga en debida forma, y tanto más cuanto sería muy poca la diferencia de gastos que en el cambio de local y en la adopción de un plan nuevo y con solo este cambio se habrá conseguido la ventaja de convertir en entusiasmo general el desaliento que hoy se nota. Existen actualmente en la ciudad arquitectos muy competentes a quienes puede consultarse. Consúltesele, pues, y adóptese de ellos el plan que más se adapte a una arquitectura moderna y a los recursos del país».
En síntesis: se siguió en cuanto a su nueva ubicación espacial sacralizada, el criterio enunciado en el mencionado periódico.
El obispo de la diócesis, Dr. fray Buenaventura Rizzo Patrón, bendijo la colocación de la primera piedra angular el día 24 de agosto de 1873, con esta actividad nace en el predio, la relación entre lo divino y lo humano.
La construcción es encomendada a la «Sociedad de Arquitectos Macchi Hnos.». Tiempo después, antes del 01 de mayo de 1877, esta razón social se extingue (véase Diario La Reforma, balance del 01 Feb. 1879), continuando esta obra exclusivamente, como «Empresa de Construcciones Arquitecto Noé Macchi». Este templo, es el único en la provincia que:
- ostenta en el frontispicio coincidiendo su ubicación en el friso del primer nivel de la nave central, una importante placa de mármol de Carrara, reseñando en una leyenda el nombre y apellido de su autor: Arquitecto Noé Macchi, y el año 1884 (excluyendo la torre exenta, ejecutada años después del fallecimiento del arquitecto Noé Macchi);
- no tuvo intervención de otro profesional durante la ejecución de las labores arquitectónicas en el período 1873 a 1884, contando con un proceso de continuidad de transferencia de criterio y gusto, desde su comienzo y conclusión, en un proceso de continuidad ininterrumpido y homogéneo, como autor, director, y ejecutor de la obra como empresario de la construcción, a diferencia de la Catedral y la Basílica Menor San Francisco, ambas de nuestra Ciudad;
- funda su  reconocimiento por Decreto n.º 85 de fecha 18 de julio de 82, como Monumento Histórico Nacional en la  idoneidad  compositiva: su concepción arquitectónica, templo que  por su diseño y sus proporciones es uno de los más importantes de la ciudad, de los más notables ejemplos de la arquitectura neobarroca italiana y neobizantina en Argentina, con un sentido de masa, de volumen fuerte expresado a diferencia de otros templos de nuestra ciudad  en todas las fachadas laterales, cuya  fuerza de expresión radica en  la solución de cúpula central, circundado por un conjunto de ábsides laterales únicos en Sudamérica, con  semibóvedas de crucero, con  un pequeño y bello ábside a un costado del ingreso colindante con la nave izquierda dotado de un copulín azulejado coronado con una simple cruz  latina de hierro forjado. De planta basilical en cruz latina de tres naves con cabeceras cruciformes, cuyos brazos finalizan en ábsides menores semicirculares azulejados, que se mimetizan con el cielo generando entrañables efectos decorativos. Con naves laterales más bajas que la bóveda de cañón corrido de la nave central para permitir su iluminación natural. El prebisterio que precede al ábside central incluye al altar mayor. La cúpula tambor también guarnecida con finos azulejos con figuras geométricas, se encuentra circundada por agrupaciones de tres ventanas pareadas de medio punto, separadas por finas pilastras de sostén escenográfico sosteniendo un fino entablanamiento, coincidiendo cada una de ellas con el nacimiento de nervaduras ascendentes hasta una linterna perforada de aberturas con arcuaciones pequeñas de arcos de medio punto para permitir el ingreso de la luz divina. Circunda su base moldurada, una baranda de plancha de hierro con disposición geométrica romboidal, rematada con un copulín también azulejado con motivos mudéjares, rodeada por un perímetro circular enrejado. Ascendiendo al cielo, una esbelta cruz latina en hierro forjado, resaltado en su forma con colores propios y brillos intensos del revestimiento de azulejos que reflejan la luz del sol, generando un espacio que preanuncia el destino de un baptisterio conteniendo la pila bautismal con destino a la purificación del creyente para entrar en la religión.

Su ingreso está precedido por un extenso espacio libre, cuyo atrio como explanada exterior del templo, antecámara de la casa de Dios, aparta el edificio de ruidos y actos profanos, prepara a los fieles para el encuentro con Dios, cuyo piso de lajas cuadradas labradas en disposición de damero de dos colores, representativo de la iluminación y oscuridad, conforman un pórtico que anuncia el advenimiento de una fachada tras la misma.
El frontis, como envolvente externo, cuya función principal es la de atraer a los fieles para que ingresen al templo, detenta órdenes clásicos superpuestos que modulan cuatro calles con tres niveles (originalmente cuatro niveles) más el coronamiento del ático, cuya arquitectura neobarroca, quebranta el principio general de la superposición de los órdenes basado en la regla donde el más firme, orden dórico, soporta al más débil:  jónico y corintio. El ingreso está enmarcado con el más estético, exuberante y bello orden corintio por la ornamentación, esbeltez y hojas de acanto que lo conforma, reflejado en columnas y pilastras corintias, cuyo uso en arquitectura religiosa, está destinado a aquellas iglesias dedicadas al culto de la Virgen María, enunciado compatible con este templo, destinado a magnificar el culto a la Virgen bajo la advocación de La Candelaria de la Viña.
El frente del edificio está construido por varios niveles, donde la composición de los distintos cuerpos, representa un reto estético en cuanto proporciones, solidez, esbeltez y simetría, aspectos importantes para el cálculo de altura y uso de los órdenes, precedido por un pórtico enmarcado por dos pares de columnas a cada lado, siendo el  que con mayor énfasis simbólico expresa su estética, por ser la puerta principal que simboliza a Cristo como el intermediario para entrar a la casa de la Virgen, habilita el sostenimiento de un balcón con  rico entablamiento. Tras el mismo, columnas corintias pareadas con pilastras en juego formal compositivo, flanquean cada arco, conteniendo tres accesos de penetración en igual altura, con arcadas marcada la clave por medio de ménsulas. Este conjunto, de columnas, pilastras y entablamientos, dan cuerpo a la fachada, y simbolizan la jerarquía y exuberancia de la morada de la Virgen, siendo este elemento compositivo el que atrae al creyente a ingresar en el edificio. Continúa con el vestíbulo o atrio cubierto y separado de las naves, amplia logia con tres accesos de arcos porticados rebajados de menor altura que los arcos de medio punto del ingreso, rematados con tímpanos triangulares conteniendo..., habilitando el ingreso a las respectivas naves.
El segundo nivel, con igual composición de pilastras y columnas, incluyen en juego compositivo también columnas y pilastras que resaltan las esquinas a modo de guarda cantón, contando con un entablamiento que sufre un quiebre, presentando en ambos extremos excepto el central, ventanas ciegas  pintadas que  la simulan  enmarcadas con ornamentación de roleos vegetales a imitación de la naturaleza  que acentúa la obra; tras del mismo y en su costado, un gran arco situado bajo un contrafuerte alado preanuncia la comunicación con una  futura torre no adosada sino  separada, vinculada al templo  por un pasarela de acceso al coro.
El tercer nivel, exterioriza en la base un entablamiento con balaustrada y diez pináculos antorchas de perfil movido, alivianando la construcción por esta verticalidad, más que una aportación decorativa a su estética ornamental que otorga ritmo, claroscuro y efectos de perspectiva, simboliza: el ascenso de la construcción con sus fieles hacia el hacedor, y la iluminación divina canalizada por intermedio del templo a la feligresía.
Estos pináculos, ordenados simétricamente en su parte central  y en cada extremo, habilitan en dicho espacio el desarrollo de un ático con hornacina adornada  internamente con una concha rematada con grandes guirnaldas y una cabeza alada de querubín; superpuesto a la misma y en el mismo nivel, separado por una pequeña cornisa, se inscribe un triángulo conteniendo un tercer  ojo «que todo lo ve», concorde con las muy antiguas tradiciones metafísicas ancestrales, resulta  flanqueado en ambos costados por dos grandes volutas decoradas con fino entramado a modo de custodio, la posterior, de gran desarrollo y a modo de refuerzo asemejan alas de un gran ángel. En su nivel máximo como cuerpo superior flanqueado por ocho pináculos ascendentes, un tímpano curvo quebrado facilita el ingreso de la energía universal. La cubierta o azotea del techo revestida en cerámicos, permitiría ser habilitada para recorrerse peatonalmente, a diferencias de otros templos en nuestra provincia.
Cabe resaltar que en la primera década del año 1900, habiendo fallecido en el año 1887 el arquitecto Noé Macchi, sobrevino un terremoto que dañó el cuarto  nivel constituido originalmente además del tímpano curvo que hoy aún subsiste,  un tercer  ojo que todo lo ve, habiendo existido tras el mismo,  una elevación que culminaba en un tímpano triangular quebrado,  flanqueado  por un par de columnas corintias, rematado por un par de  pináculos conteniendo  a modo de custodio, una cruz de hierro forjado. Este tímpano triangular recientemente descrito, nunca fue reconstruido, y la refacción posterior y no reconstrucción de este cuarto nivel al margen del diseño primigenio, solo consistió en el agregado de un pequeño remate conservando la cruz original de hierro forjado, precedido por un ojo que todo lo ve, presente en el diseño originario en el remate del elevado tímpano triangular de esta iglesia.
Poco se sabe que esta obra no fue el producto de la iniciativa del gobierno, municipio o diócesis, sino exclusivamente de una Comisión de virtuosas y piadosas damas de la sociedad local, integrada por señoras, quienes constituyen una asociación civil de naturaleza religiosa para la erección de un edificio con advocación específica: Virgen La Candelaria de la Viña, destacándose entre ellas, la Sra. Andrea Oliva de Boedo, y su principal financista: el arquitecto Noé Macchi. Da cuenta de ello, una importante placa de mármol de carrara ubicada sobre el  portal de ingreso principal de la  fachada, con el objeto de reflejar de una  forma material  un acto destacable y merecedor de ser celebrado en el  tiempo  para  todas aquellas personas que visiten el  lugar  a lo largo del tiempo, claro  reconocimiento de  victoria  ante una labor excepcional emanada de un difícil trabajo, en cuyo ámbito su  cincelado, nos  reconduce sintéticamente  al recuerdo a sus  propiciadoras y el origen de los fondos: « Construido por la  Asociación de  Matronas con el  óbolo de los fieles católicos argentinos », y  con letras más destacables, la memoria al  autor del proyecto, ejecutor de esta obra y donante principal: «... Arquitecto Noé Macchi 1884». Un periódico de la época, Diario La Reforma, da cuenta que: «...nos referimos a la construcción del templo la Candelaria, abandonado exclusivamente a la iniciativa piadosa de una Comisión de virtuosas damas... 10 My. 1882»; «…tengamos siquiera la vigésima parte de la fe, y de la constancia que tienen encendido el pecho de la Sra. Oliva de Boedo y de don Noé Maqui (apellido escrito alternativamente como Maqui o Macchi por el propio arquitecto Noé Macchi, a fin de facilitar su pronunciación), verdaderos levitas, más que los bíblicos, aman el templo de la Candelaria y se desvelan por el ... (11 Nov. 1882)»; «… a pesar de todos los inconvenientes, no se dejan de colocar menos de 500 ladrillos por día en la construcción de aquel templo. La obra va despacio pero adelante. Llegará vez (sic) en que se hará el último esfuerzo, y se coronará a sus piadosos sostenedores con gajitos de palma. En esta coronación le corresponde la primera palma a doña Andrea Oliva y la segunda a don Noé Maqui... (26 Nov. 1882)».
En las publicaciones bienales o casi trienales de  balances, obligación de publicidad en la transparencia del manejo de los fondos emanada del  acta constitutiva de la Sociedad Colectora de Fondos para el Templo Nuestra Señora de la Candelaria, la Caja de Tesorería da  publicidad el estado de  percepción de limosnas, detallando a  las  personas anónimas, si bien en la generalidad de casos, los contribuyentes se hallan individualizados con su  nombre y apellido;  áreas de recepción: dentro de la iglesia, en la puerta de la misma,  en  el día de la ceremonia por la colocación de la cruz; por el Secretario del Obispo, recogida en la calle por  la silla  por la  Sentadita ( sobrenombre de la Virgen ) o efigie de la Virgen; en el mercado; en calles Córdoba, Caseros, Entre Ríos, Victoria, La Florida, Buenos Aires, Alvarado, Libertad y 20 de Febrero; por la Comisión de Señoras y compañía dramática de jóvenes aficionados; subvención municipal y nacional; pensión municipal; remitidos por el Juez de Paz del Partido Las Costas y La Caldera; por albacea; recaudado en la feria de Sumalao; por alquileres del cuarto perteneciente a la obra; por arriendo de la finca de hornos adquirida a la extinguida Sociedad de los hermanos Macchi; producido por venta en bazar, por  rifas de anillo, cadena de oro, paño de manos, costurero, cuna de  paja, relojera de paja; cruz, sopera y fuente de plata, candelabro, por pañuelo de espumilla; producido por los productos de bazar; por los abastecedores, valor del ganado traído del Chaco, por un caballo, valor  el valor de 10 cajoncitos donde vinieron los azulejos, etc. Informándose también al pie del balance en los ítems «Debe y Data», las importantes sumas financiadas entre balance y balance por el arquitecto Noé Macchi, devolución nunca exigida por éste o sus herederos, al considerarlas no una limosna, si una donación.  
- a.  A título ejemplificativo: en el resumen de los cuadros de balances, el trianual del período 01 My. 1877 al 31 Oct. 1879, publicado en Diario La Reforma los días 18 En., 29 En. y 01 Feb.1879, surgen ingresos por la suma de $ 13 018.52, y gastos instrumentados por recibos abonados y no reintegrados al arquitecto Noé Macchi de $ 7 156.43 (véase Balance 1879)
- b. En el resumen del cuadro de  balance bianual  publicado también en  Diario La Reforma los días 03, 14 y 21Set.1881, surgen  ingresos de Caja de Tesorería  por la suma total  de $ 16 834, no registrándose la deuda  abonada  de su  peculio por el arquitecto Noé Macchi en el ejercicio anterior al haber  sido donada por éste. Mas aún, en la contabilidad del año 1881 el arquitecto Noé Macchi, abona de su patrimonio sin reintegro, la suma de $ 9687.00, evento que acredita nuevamente el importante aporte dinerario del arquitecto en ciernes.
- c.  Tan solo del análisis de estos dos cuadros económicos comprendidos en el período quinquenal  01 My. 1878 al  01 Ag. 1881, el movimiento de dinero de la Caja de Tesorería del  Templo consigna  ingresos  para el abono  total  de  deudas una  suma  insuficiente  total de $ 14 973.13; gastos varios  de obra  de $ 29 852.52 de los cuales el  arquitecto Noé Macchi contribuyó  de su dinero, el importe de  $ 16 834.52, el equivalente  en su época  a cinco casas céntricas  recién construidas con su respectivo terreno, de fino estilo italiano, con trece habitaciones y  tres patios, ubicadas en la actual calle Mitre al 400 ( véase Diario La Reforma de fecha 22My.1878, para conocer el valor de una casa de este tipo ). (véase Balance 1881)

En este análisis argumental, de cinco años sobre once años que conlleva  la construcción de la iglesia excluyendo torre con el  45 % de la obra  ejecutada, el arquitecto Noé Macchi fue el contribuyente principal, donando de su patrimonio el cincuenta por ciento y  fracción  del  costo de construcción, excluyendo sus eventuales honorarios como  proyectista y  empresario.  
- d. Como conclusión: en esta exposición objetiva, desinteresada, serena, cual corresponde al verdadero investigador, de subido valor para la enseñanza en este revisionismo histórico, reivindico lo que se calla o se dice mal, subestimando cuanto han hecho ciertos benefactores, permitiendo al lector formar juicio propio con los elementos presentados ante su vista, sin verse obligado a aceptar opiniones sin juicio.

Sin perjuicios de ninguna especie, con espíritu crítico, los antecedentes citados dan claridad por indocumentada e inexacta, la leyenda que la obra se costeó con limosnas recolectadas en Bolivia y Perú por parte de una Comisión de piadosas y entusiastas señoras, que también se responsabilizaron del pago de la construcción y materiales; así también del peregrinaje de la Virgen de Nuestra Señora de La Candelaria por recónditos lares durante la ejecución de este nuevo templo. Los balances solo registran lo recaudado por limosnas «por las calles con la efijie de la Virgen o procesión de la Virgen», concorde con el contenido de la placa de mármol existente en el frontispicio desde el año 1884, cuyo cincelado confirma lo expresado: «Construido... con el óbolo de los fieles católicos argentinos ...». La tradición también recuerda que, para estimular limosnas entre los fieles, sacaban a caballo la réplica de la Virgen La Candelaria, manifestación un tanto excesiva por cuanto de los balances del quinquenio en análisis, dicho estímulo produjo la escasa recaudación de $ 588,78, quizás debido que el anhelado milagro no se produjo por ser una dúplica de la Santísima imagen.

## Estados contables
Los estados contables acreditan que el actual templo de Nuestra Señora de la Candelaria de La Viña, no fue financiada por giras limosneras de Bolivia y Perú, sino exclusivamente por el óvolo de los fieles católicos argentinos, siendo su principal contribuyente, el arquitecto Noé Macchi conde di Cellere.

## Galería

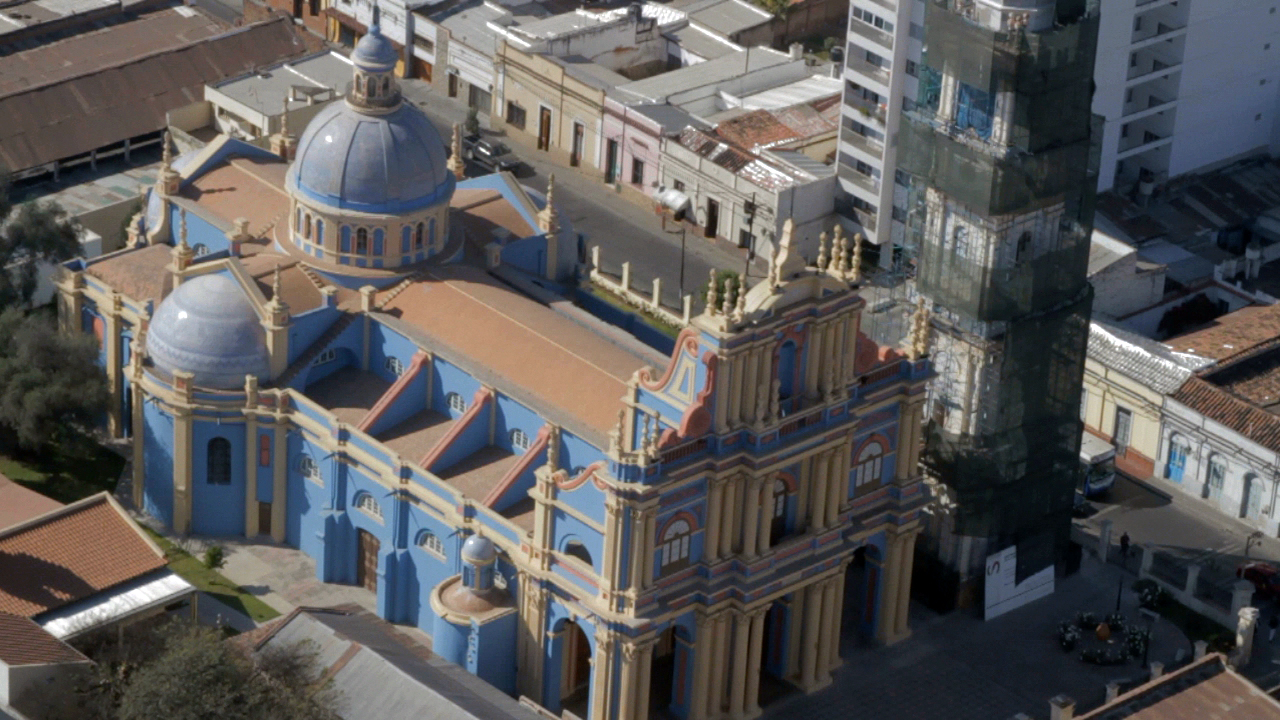
Vista aérea.
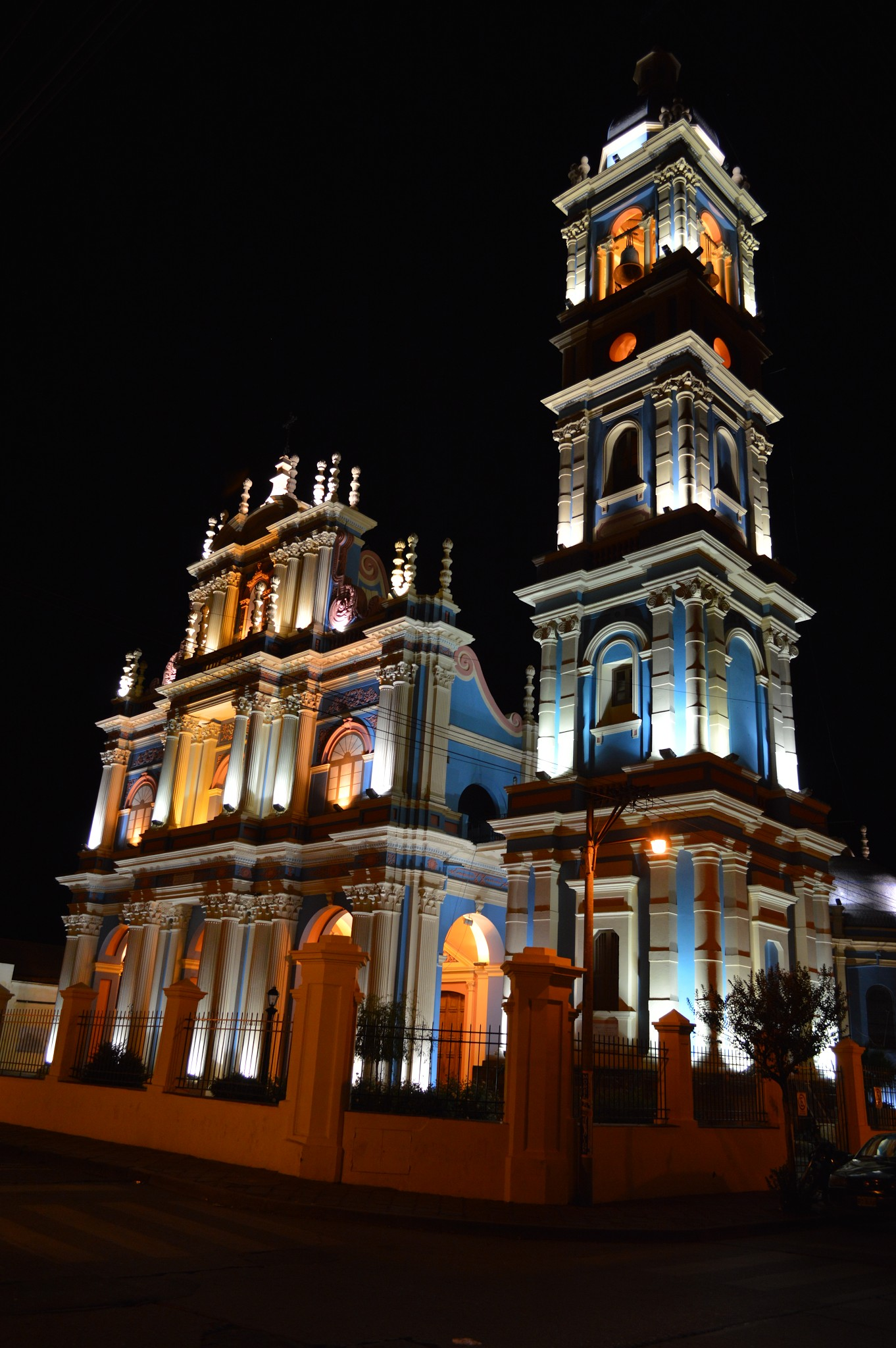
Iluminación del frente en la noche.
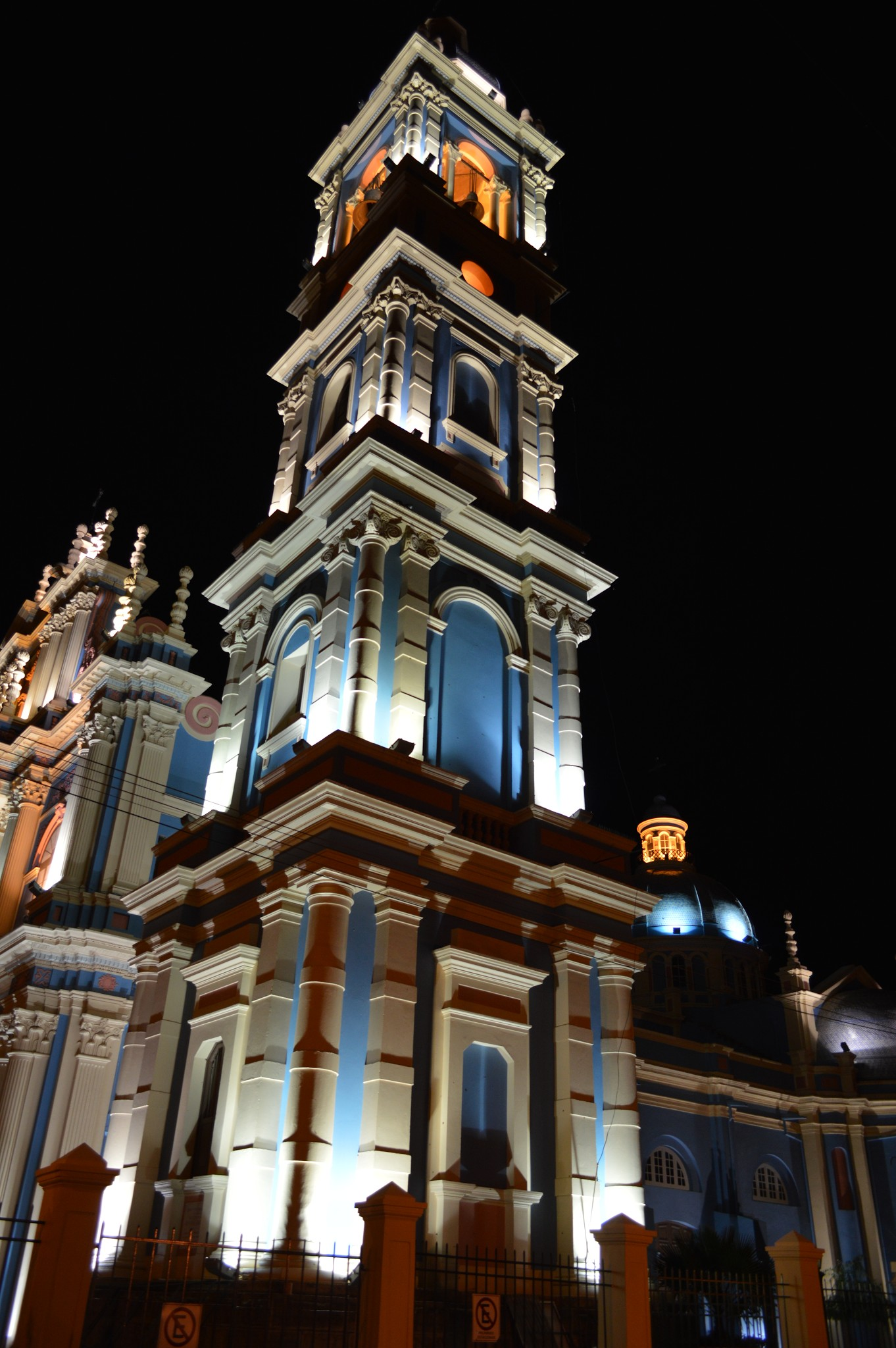
Iluminación del campanario en la noche.
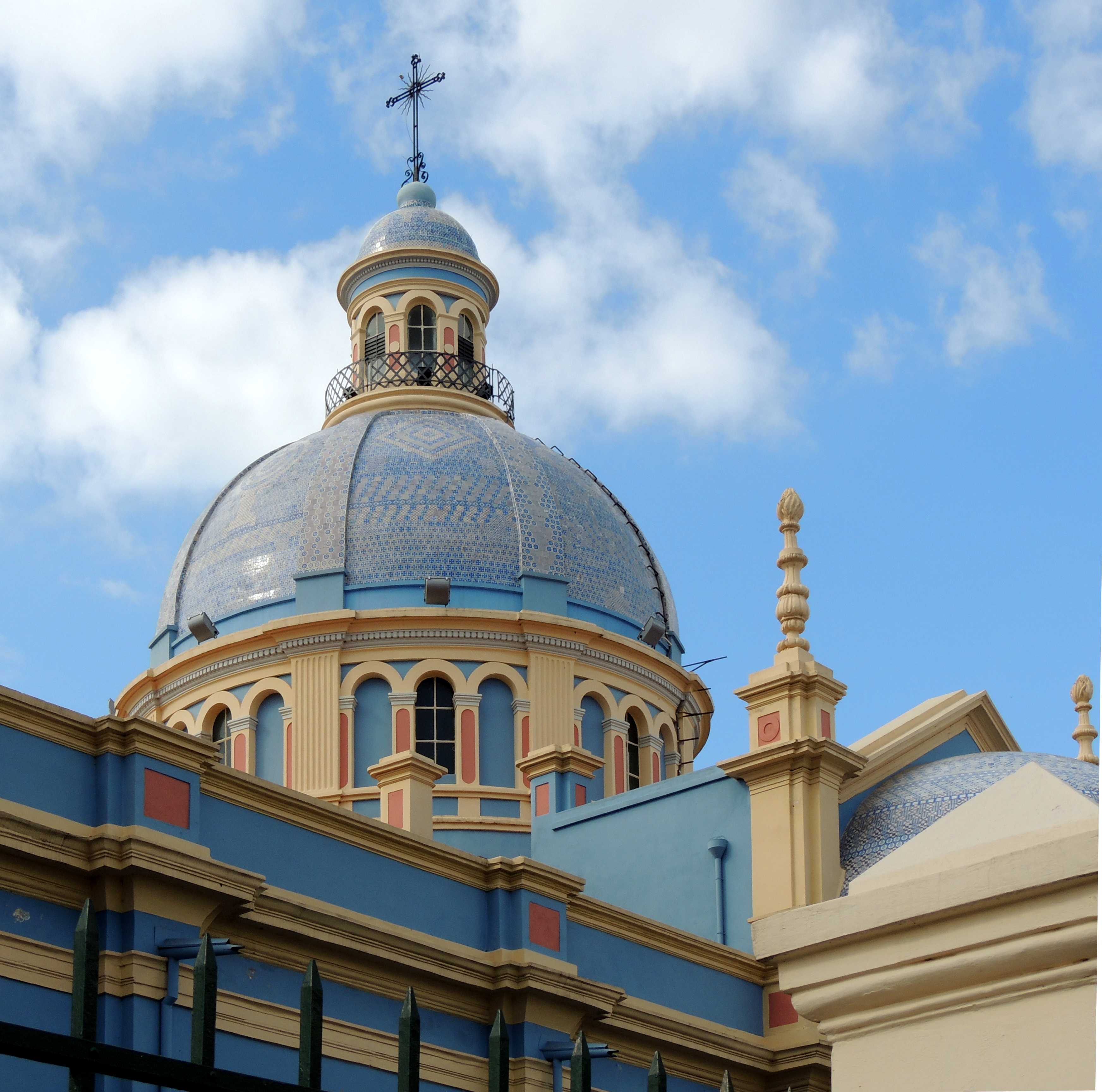
La cúpula en un día algo nublado, tras la restauración.
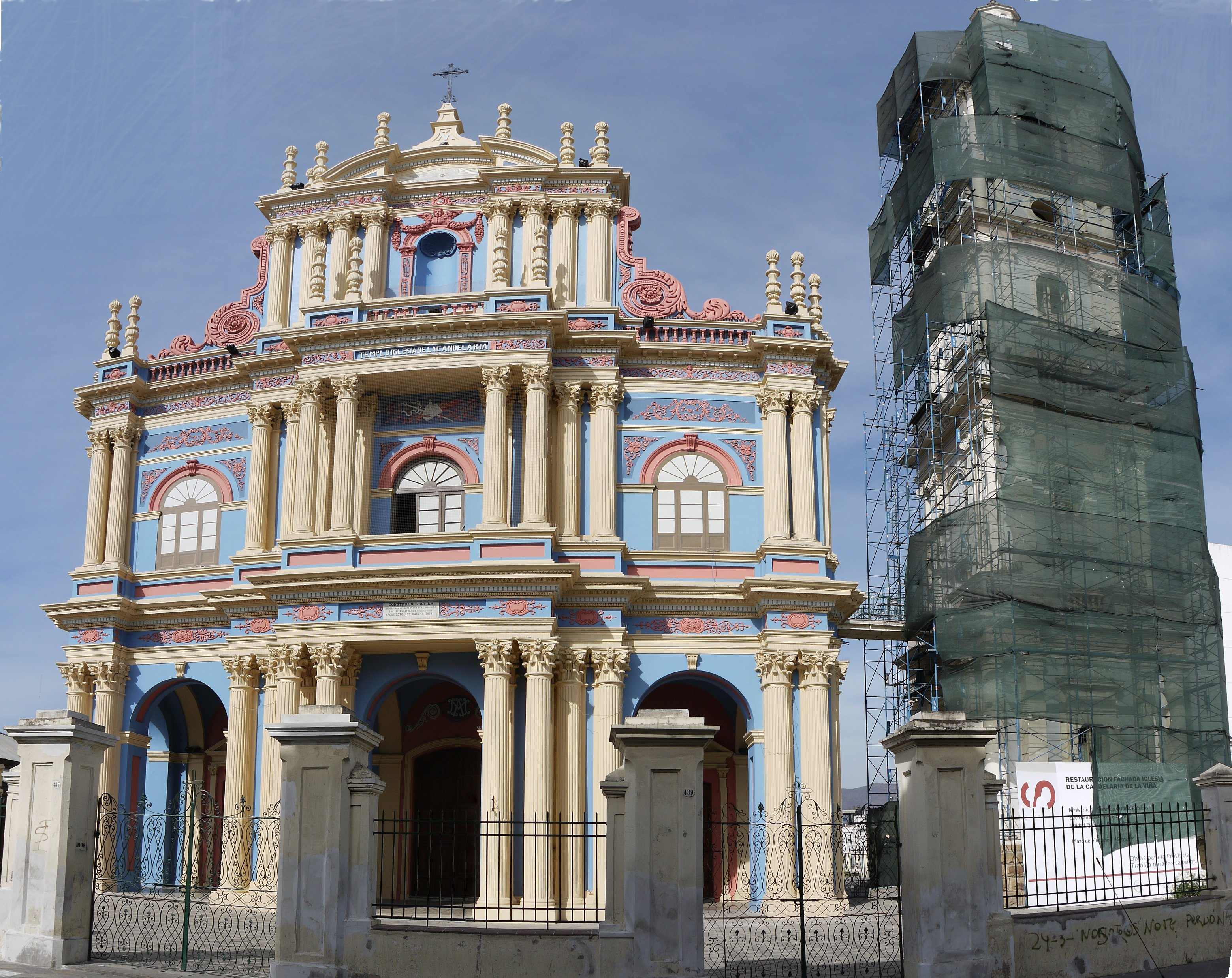
Restauración del campanario en 2012.
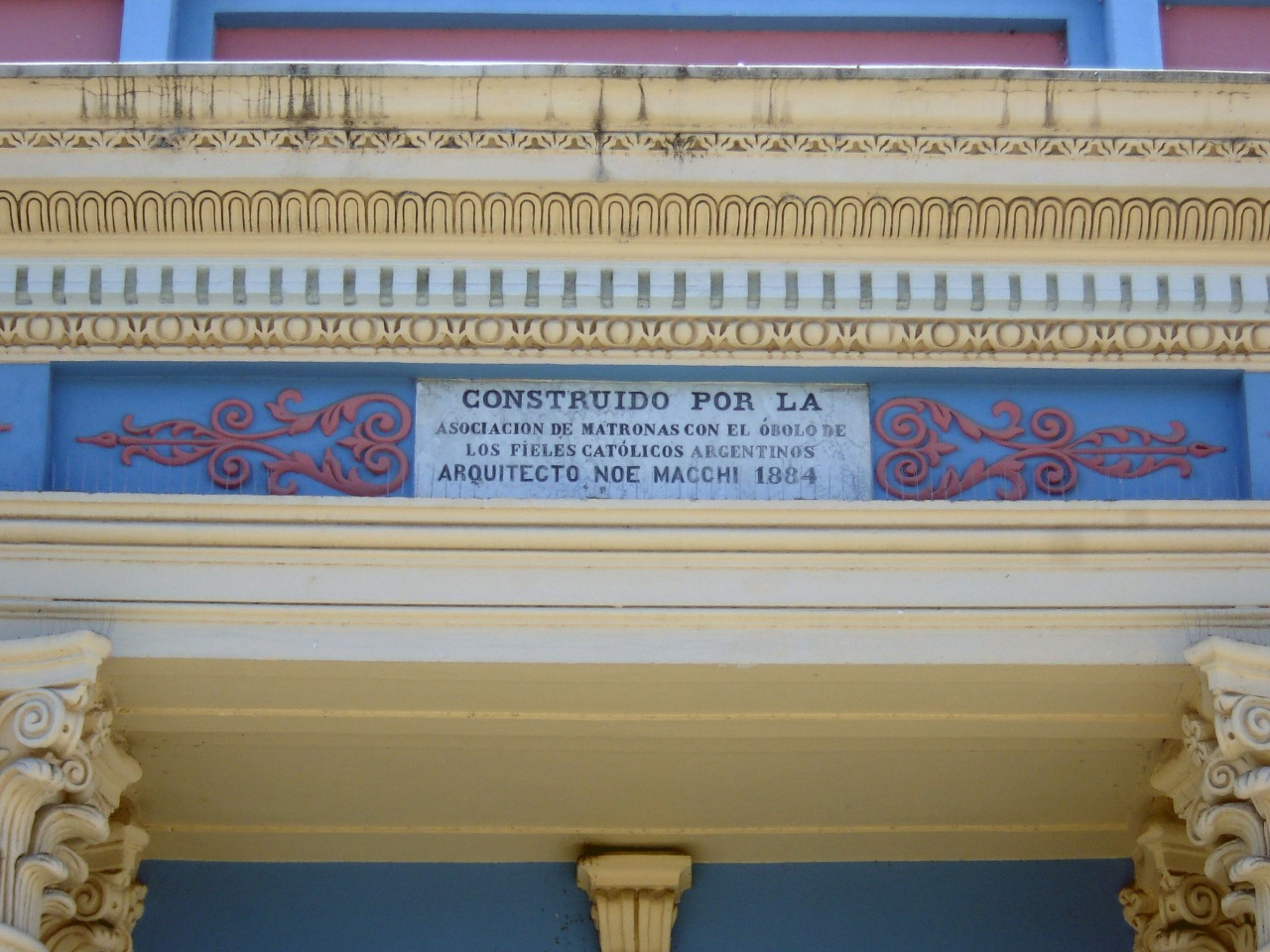
Placa de mármol recordatoria en la fachada de la Iglesia
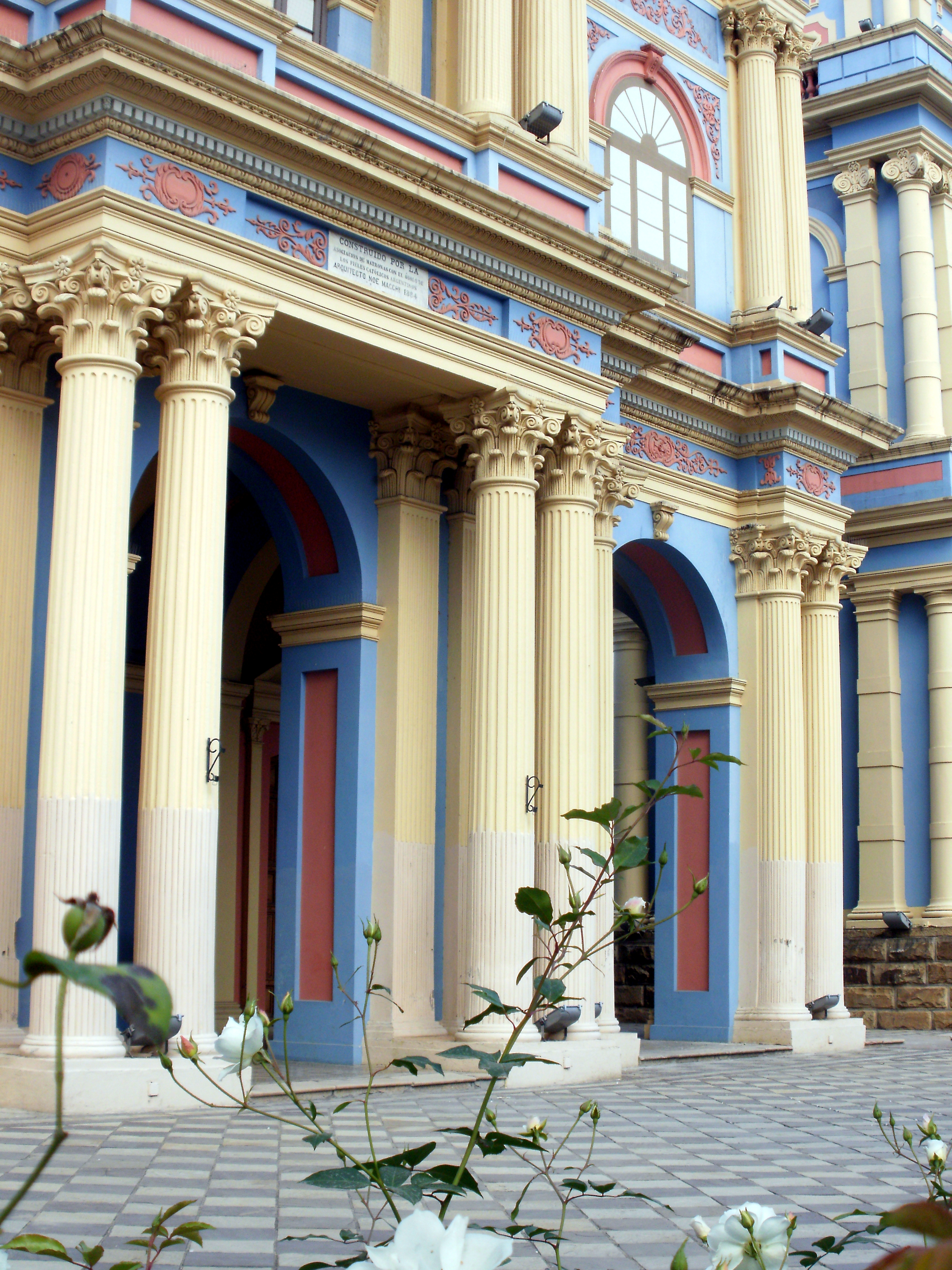
Fachada
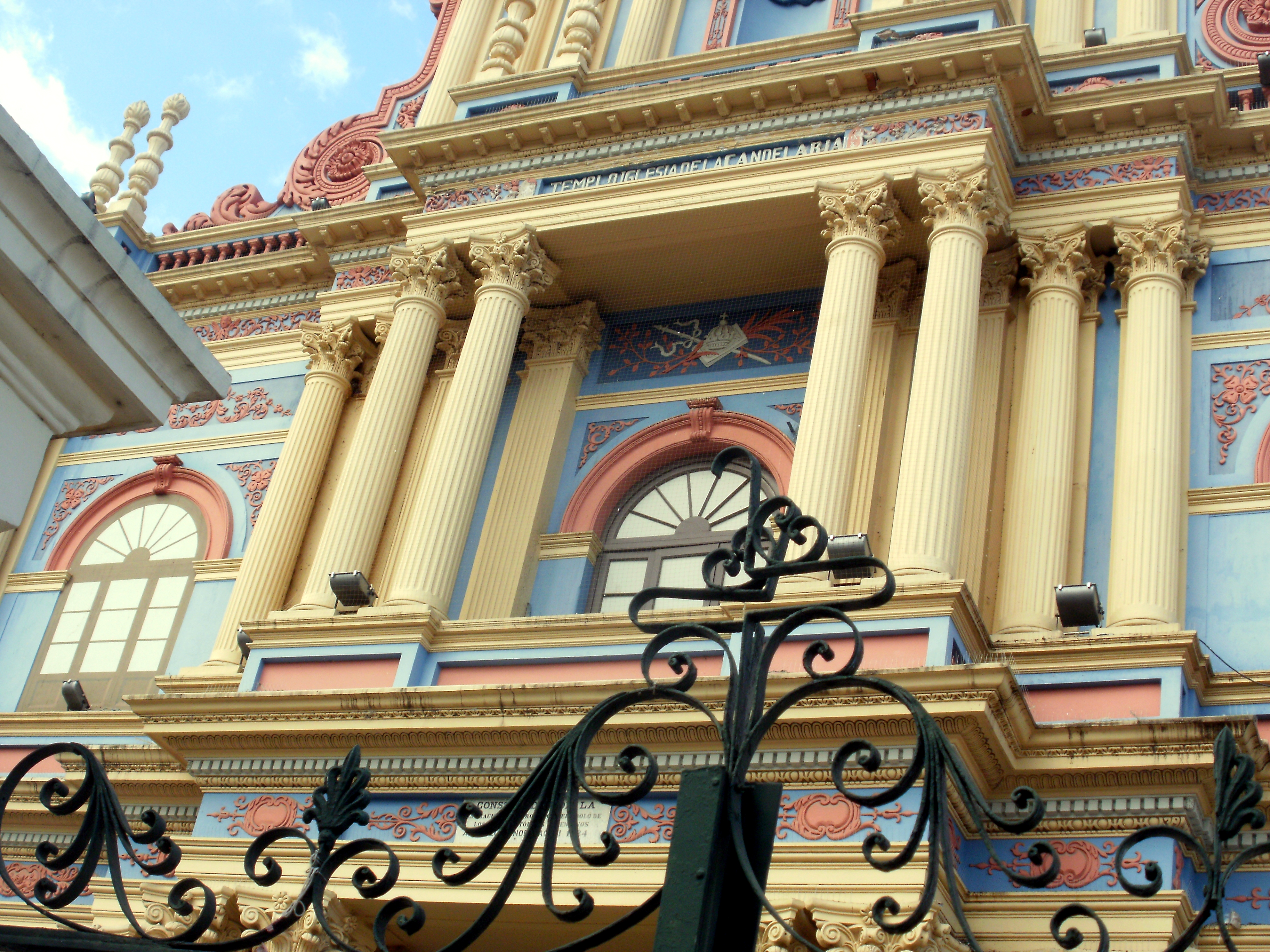
Fachada
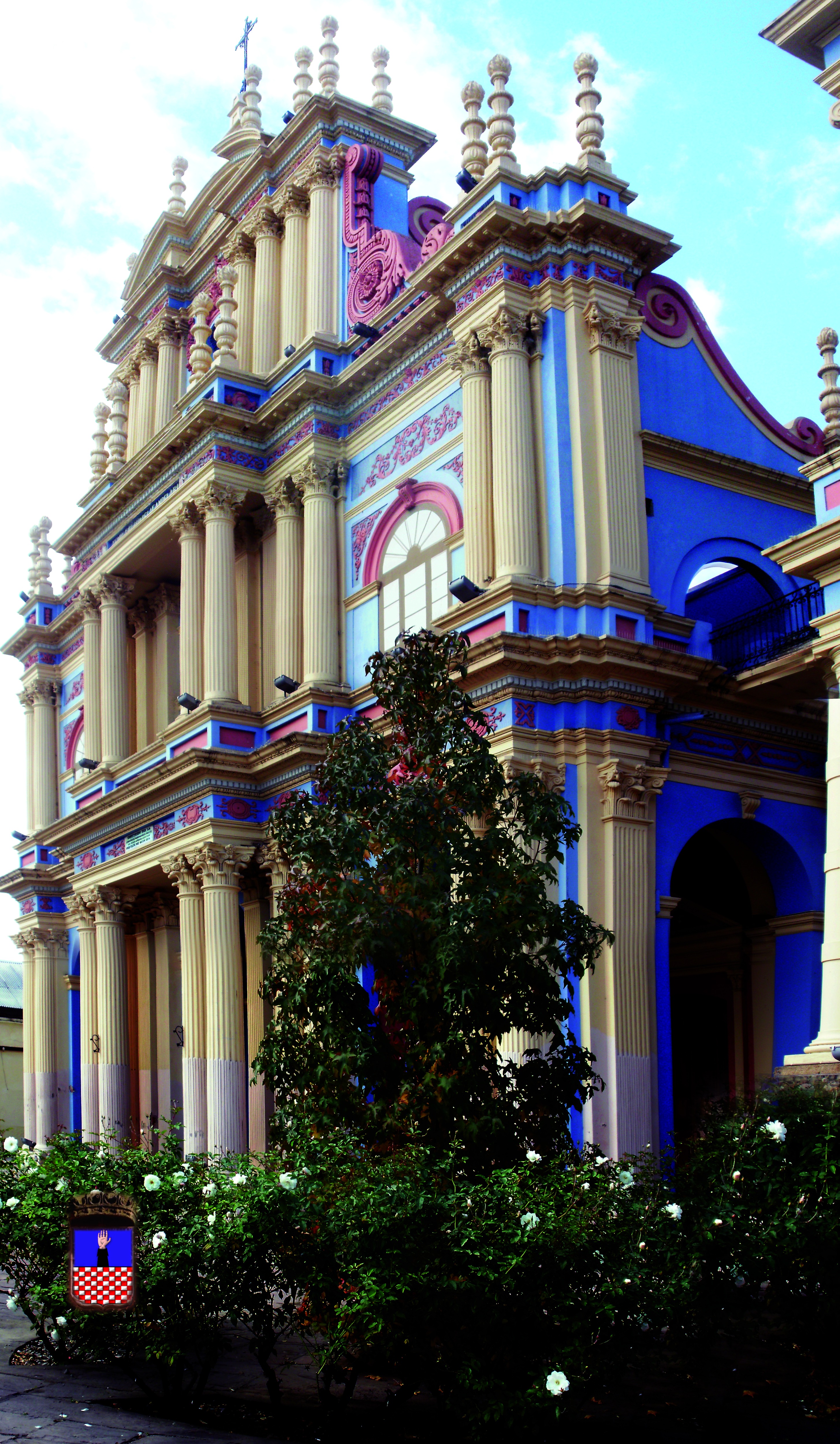
Fachada
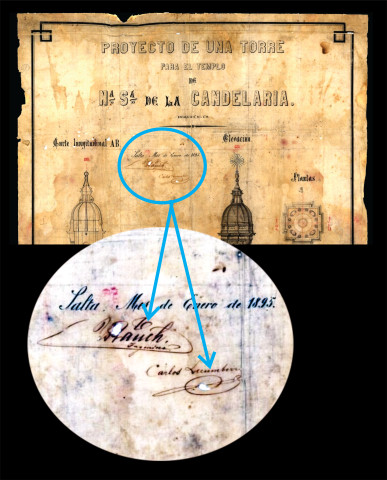
Campanario